# Sericoptera egregia
Sericoptera egregia is een vlinder uit de familie van de spanners (Geometridae). De wetenschappelijke naam van de soort is voor het eerst geldig gepubliceerd in 1915 door Thierry-Mieg.